# Richard Wilbur
Richard Purdy Wilbur (ur. 1 marca 1921 w Nowym Jorku, zm. 14 października 2017 w Belmont) – amerykański poeta, dwukrotny laureat Nagrody Pulitzera w dziedzinie poezji. W 1994 został odznaczony Narodowym Medalem Sztuki.
Uczył się w Amherst College. W czasie II wojny światowej służył w armii. Potem studiował na Harvard University.
Był twórcą liryki medytacyjnej odznaczającej się bogactwem i kunsztem formy. Nawiązywał w niej do twórczości angielskich poetów metafizycznych. Był autorem zbiorów The Beautiful Changes (1947), Things of This World (1956), Advice to a Prophet (1961), New and Collected Poems (1988). Po raz pierwszy Nagrodę Pulitzera dostał w 1957 za Things of This World, po raz drugi zaś w 1989 za New and Collected Poems.
Był również uznanym tłumaczem. Przełożył między innymi siedem sztuk Moliera, począwszy od Mizantropa (1955). Tłumaczył również utwory Jeana Baptiste’a Racine’a, Paula Valéry, François Villona, Charles’a Baudelaire’a, Anny Achmatowej i Josifa Brodskiego.
W swoich tłumaczeniach poeta zachowywał rymy.
Był laureatem bardzo wielu nagród, w tym Wallace Stevens Award, Aiken Taylor Award for Modern American Poetry, Frost Medal, Gold Medal for Poetry, Bollingen Prize (dwukrotnie), T.S. Eliot Award, Ruth Lilly Poetry Prize, Ford Foundation Award, Guggenheim Fellowship (dwukrotnie),  Edna St. Vincent Millay Memorial Award, Harriet Monroe Poetry Award, Prix de Rome Fellowship i Shelley Memorial Award. Był kawalerem Ordre des Palmes Académiques. Od 1961 do 1995 był kanclerzem Academy of American Poets.
Polskie tłumaczenie jego wierszy zostało wydane w tomie Jasnowidz i inne wiersze w 1981 roku.